# 더노드
더노드(본명: 노광식, 1989년 1월 12일 ~ )는 대한민국의 프로듀싱 DJ 겸 배우이다. 연기 활동을 겸하고 있는데 이때는 본명인 노광식을 활동명으로 사용한다.

## 음악 활동
- 2011년 EP 'Plundered By Pirates'
- 2014년 싱글 'By The Way (Original Mix)' - with YUNTERRA, Paralyze Idea
- 2016년 Ultra Music Festival 옴니버스 앨범 - 타이틀 'Van De Oost (VIP Mix)'
- 2016년 싱글 'Van De Oost (Original Mix)'
- 2016년 싱글 'Turn Up (Original Mix)'
- 2016년 프로젝트 싱글 'The Nod X D.O' - with D.O
- 2016년 싱글 'Don`t Be Down (Original Mix)'
- 2016년 싱글 'War Boi (Original Mix)'
- 2016년 프로젝트 싱글 'The Nod X D.O 2' - with D.O
- 2016년 EP 'Raw'
- 2017년 EP 'Achieve EP'
- 2017년 싱글 'Drift Away (Original Mix)'
- 2017년 정규 앨범 'Adventure'

## 연기 활동

### 드라마
| 방영 연도 | 방송사 | 제목     | 역할 | 비고        |
| --------- | ------ | -------- | ---- | ----------- |
| 2020      | KBS2   | 포레스트 | 최창 | 연기 데뷔작 |